# Durfòrt e Sent Martin de Sossenac
Durfòrt e Sent Martin de Sossenac (en francès Durfort-et-Saint-Martin-de-Sossenac) és un municipi francès situat al departament del Gard i a la regió d'Occitània.